# 시바견
시바견(일본어: 柴犬, しばいぬ)은 일본 고유의 견종이다. 수컷은 38-41 cm, 암컷은 35-38 cm 정도의 체구를 가진 중소형 견종이다. 일본에서 천연기념물로 지정된 7개의 일본 견종(현재는 6종)의 하나로, 1936년 12월 16일에 지정되었다. 현존 6견종 중 유일한 소형 견종이지만, 사육하는 수는 르면, 현재 일본에서 사육되는 일본 견종 6종 가운데, 시바이누는 약 80%를 차지하고 있다. 미국을 비롯해 외국에도 인기가 많다.
정식적인 명칭은 JKC 에서는 ‘shiba’(しば), AKC에서는 ‘shiba-inu’(しばいぬ)로 명시되어 있다. 일본에서의 명칭으로는 "시바(しば, 柴)"에 한자 "견(犬)"의 음독인 "겐(けん)"을 붙여 시바켄(しばけん)이라 하기도 하지만, 대개 "견"의 훈독인 "이누(いぬ)"를 붙여 ‘시바이누’(しばいぬ)라고 한다. 또 공식적으로도 ‘시바’(しば, shiba) 또는 ‘시바이누’(しばいぬ, shiba-inu)가 맞는 표현이다.

## 특징
- 시바의 일반적인 특징은, 짧은 털·쫑긋 선 귀·말린 꼬리 등에 있다. 털빛은 빨간색·갈색·참깨색·검은색, 드물게는 흰색 등이 있으며, 꼬리 모양도 왼쪽으로 말림·오른쪽으로 말림·곧은 꼬리 등, 개체에 따라서 다르다. 일반적으로 암컷보다는 수컷이 높이와 길이 모두 약간 크다.
- 성격은 혈통에서 공통된 특징이 적다고 자주 말해지며, 커서 어떤 개가 될지는 강아지 시기의 기르는 방법에 따라 정해져서 집 지키는 개처럼 경계심이 강한 개부터, 반려동물처럼 낯선 사람에게도 우호적인 개까지 폭넓다. 다만, 일본견의 일반적 성격처럼 주인에게 충실하고 경계심과 공격성이 강한 편이다.
- 온난 습윤한 기후에 강하며, 일반적으로 주인에게는 매우 충실하다. 낯선 사람에게는 친근하게 대하지 않고, 영리하며 용감하고 경계심도 강하기 때문에 집 지키는 개에도 적합하다.
- 본래는 산지에서 작은 동물의 사냥을 도와 온 개지만, 현재는 주로 가정용 개로 사랑받고 있다.

## 기질
시바는 독립적인 본성을 보여주고 가끔 공격적인 성향을 보인다. 이것은 암컷 시바들 중에 더 많이 나타나는 현상이고, 그 종의 강력한 맹수욕의 영향을 받는다. 다른 작은 견종이나 어린아이가 없는 가구에서 키우기 가장 좋지만, 일관된 복종의 훈련과 이른 사회화가 바꿀 수 있다. 이 견종은 고양이들과도 상호작용을 할 수 있다

## 이름의 유래
시바 라고 하는 이름은 일본 중앙고지에서 사용되던 것으로, 문헌상에는, 쇼와 초기에 일본견보존회에서 발간한 협회지 「일본견」에서 사용되고 있다. 일반적으로는, 「시바(柴)」는「柴刈り(시바카리)」의 「시바(柴)」이며, 작은 잡목을 가리킨다. 이름의 유래에는 1.잡목 숲을 교묘히 빠져나가서 사냥을 도와서 그렇다는 설, 2 적갈색의 털빛이 시든 잡목과 비슷해서 그렇다는 설, 3 작은 것을 나타내는 고어 「시바(柴)」에서 유래했다는 설, 이 세 가지가 대표적이며 그밖에 시나노국의 시바무라(柴村)에서 기원했다는 설이 있다.

## 건강
포괄적으로 시바이누는 건강한 강아지 종류이다. 이러한 건강한 종류의 강아지는 알러지, 녹내장, 백내장, 고관절 이형성증, 말림과 슬개골 탈구를 예방하는 역할을 한다. 개들의 일생에 걸쳐 주기적 합동 검사가 권장된다. 시력 검사는 시간이 지남에 따라 눈문제가 발생할 수 있으므로 매년 수행해야 한다. 2년 후까지 시바이누의 골격이 발달되기에 만일 아무것도 발견되지 않았다면 관절 문제로 완전히 자유로워진 것으로 여겨진다. 어느 개와 마찬가지로 시바이누는 걷거나 다른 운동을 매일 해야한다.

## 수명
평균수명은 12~15세이다. 운동, 특히 매일 걷는 것은 이 품종이 길고 건강한 삶을 사는데 도움을 준다. 가장 장수한 강아지는 Pusuke로 2011년 12월 26세로 사망하였다. 당시에 가장 오래 산 시바견이었으며, 가장 오래 산 강아지의 세계 기록보다 3살 어렸다.

## 역사
시바는 옛날부터 꿩 등의 산새나 토끼 등의 작은 동물의 사냥 및 거기에 따르는 여러 작업에 이용된 개이다.
예전부터 혼슈 각지에서 길러져서 시나노국의 가와카미견(川上犬), 호시나견(保科犬), 도가쿠시견(戸隠犬), 미노국의 미노시바(美濃柴), 산인 지방의 세키슈견(石州犬)이나 이나바견(因幡犬)등, 분포지역에 따라 몇 가지의 그룹으로 세분되고 있었다. 현재의 시바견은, 쇼와 초기의 보존 운동 중에서, 시나노국과 산인 지방의 시바견을 교배해서 만들어진 것이다. 천연기념물로 지정된 7견종 중에서 지방 명을 사용하지 않은 것은 시바견뿐이다.

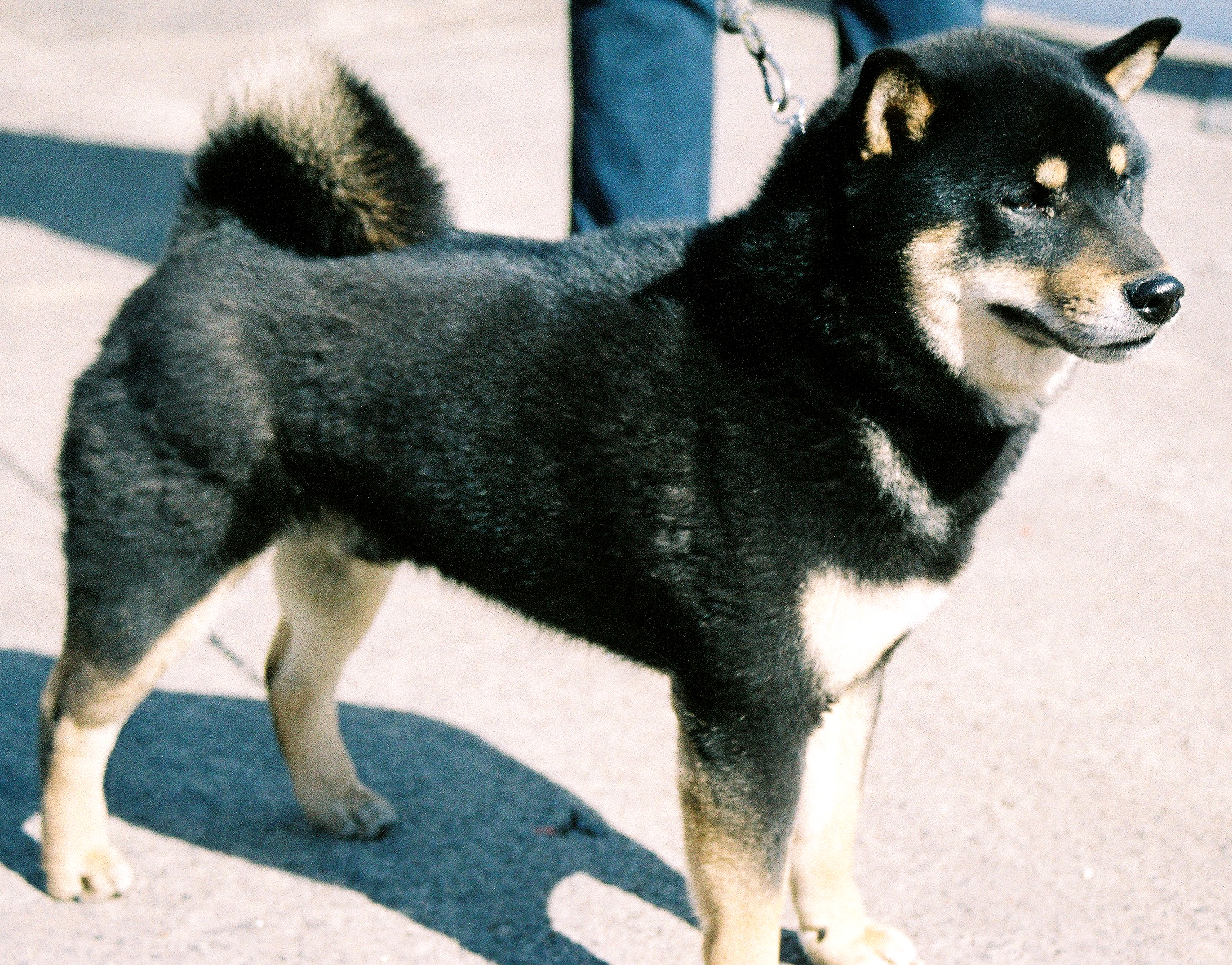
검은 털

시바이누는 조몬 시대부터 인간과 사냥을 하면서 생활을 함께 해 왔다고 한다. 조몬 시대의 패총 등의 유적에서는, 지금까지 개의 뼈가 200점 이상 출토되고 있다. 조몬 개로 불리는 이런 개들은, 매장되었다고 생각되는 것이 많다. 그중에는 사람과 함께 묻힌 것도 있다.
조몬 개의 상당수는 시바계이고, 액단이 극히 얇고, 커다란 이빨을 가지며, 특히 조기의 것 대부분은 소형이다. 시바견의 애호가 중에는 홀쭉한 근육질의 체격이나 경쾌하고 날렵한 움직임, 야성적인 날카로운 경계성, 인간과의 강한 신뢰 관계 같은 조몬 개의 특징을 시바에게 바라는 사람이 많다.

## 마메시바

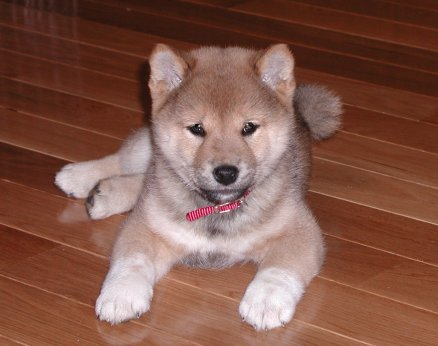
강아지

마메시바(豆柴)는 시바이누 본래의 성질을 유지하면서도 애완용으로 통상의 시바 보다 소형 계통의 것을 선택해서 교배, 번식 시킨 것이다. 아파트 등의 거주자에게 판매하려고 만든 것이다.
마메시바로 불리는 개 중에는 위에서 말한 번식 수법에 의한 개 이외에 강아지일 때 먹이를 제한해서 성장을 억제해 작게 기른 것이나 우연히 몸집이 작게 태어난 시바견을 마메시바라고 칭해서 판매하는 것, 끝으로 보통의 시바 새끼를 마메시바로 파는 것이 있다. 그래서 기르는 도중에 마메시바라고 할 수 없을 만큼 커져 버리는 경우도 많고, 순수한 시바라고 생각되지 않는 외관상 특징이 나타나는 경우도 적지 않다.
이상의 사정 때문에, 일본견보존회・천연기념물시바견보존회・재팬케넬클럽(Japan Kennel Club, JKC) 그리고 그 외 등록기관에서는 마메시바를 독립된 견종으로 인정하지 않는다. 특히 일본견보존회에서는 「마메시바」 표기의 혈통서는 발행하지 않고 있으며, 공인할 것이 없다는 입장이다.
시바견의 체고는 대개 35~41cm 정도인 데 반해, 마메시바는 29~34cm 정도이다. 체중은 4.5kg 정도이다. 성질은 시바견과 거의 같다.

## 미노시바
미노시바는 현대인들이 흔히 아는 오리지널 신슈시바와는 다르게 두꺼운 꼬리와 더 큰 몸집, 그리고 검은색 시바와 황갈색 시바와는 다르게 흰색이 없고 몸 전체가 전부 진한 갈색 털을 가지고 있다.

## 그루밍
이 견종은 매우 깨끗하기 때문에, 아마 그루밍은 아주 조금 필요할 것이다. 시바이누의 털은 거칠다. 바깥 털은 2.5cm에서 3.2cm 정도 길이고, 천연 방수가 되어서 목욕은 거의 필요없다. 또한 안쪽의 두꺼운 털들은 영하의 온도에서 버틸 수 있다. 그러나 털갈이를 할 때는 골칫거리가 될 수가 있다. 여름에 털갈이를 할 때 털이 엄청나게 흩날리지만, 이는 매일매일 빗질을 해주는 것으로 보완할 수 있다. 그리고 이들의 털은 높은 온도와 낮은 온도에서 피부를 지켜주기 때문에 견주들한테는 털을 밀거나 미용하지 않는 것을 추천한다.